# Боголюбский, Игорь Алексеевич
Игорь Алексеевич Боголюбский (род. 27 мая 1985, Челябинск, СССР) — российский конькобежец (спринтер), член олимпийской сборной команды России по конькобежному спорту на Олимпиаде в Сочи.

## Биография
В составе сборной России выступает с 2011 года.
Бронзовый призёр чемпионата России (2009 — 500 метров, 2013 — спринтерское многоборье).
Победитель этапов Кубка России.
Участник этапов Кубка мира в сезонах 2011—2013.
Участник зимних Олимпийских игр 2014 года в Сочи (Россия). Занял 39 место в беге на 1000 метров.
Мастер спорта России по конькобежному спорту.
Начал заниматься коньками в родном Челябинске и продолжает выступать за свой регион Челябинск (Челябинская область) и за клубы СДЮСШОР им. Скобликовой (Челябинск), «Динамо». Тренеры: Галина Н. Шпак (первый тренер), Александр Васильевич Шпак.
Выпускник механико-технологического факультета Южно-Уральского государственного университета (Челябинск) 2008 года.

## Личные рекорды
500м-34,92 (2013); 1000м — 1.09,65 (2013); 1500м — 1.52,28 (2008); 3000м — 4.05,28 (2010); 5000м — 7.50,27 (2004).